# Siak
Il Siak (in indonesiano Sungai Siak, «fiume Siak») è un fiume indonesiano situato nella parte orientale dell'isola di Sumatra, nella provincia di Riau.
Il Siak attraversa il capoluogo Pekanbaru e le località di Buatan e Siak Sri Indrapura e si getta nello stretto di Malacca di fronte all'isola di Padang.
In passato il fiume era fiancheggiato da foreste torbiera che sono state abbattute per fare spazio a piantagioni di palma da olio. Di conseguenza, la torba viene trascinata nel fiume dalla pioggia e pertanto le acque dell'estuario e della costa limitrofa sono acide e non contengono abbastanza ossigeno. Probabilmente è proprio a questo che si devono le morìe di pesci che si verificano regolarmente.